# Agudeza visual estereoscópica
La Agudeza Visual Estereoscópica (AVE) o umbral de disparidad es la capacidad de nuestro sistema visual de percibir la distancia mínima posible entre un objeto que está superpuesto en el espacio a otro. En optometría, para medir esta capacidad, muchas veces se deben utilizar en los test de AV gafas anaglifas de colores (verde en un ojo y rojo en otro en su gran mayoría). El cerebro intenta fusionar esos dos colores y logra, o no, una imagen tridimensional, ayudándonos a evaluar la AVE.
En esta agudeza influyen factores como la distancia entre pupilas del paciente (d), la distancia entre los objetos a percibir por el paciente que están distantes entre sí (h), la distancia del objeto de más cerca del paciente al paciente (x) y el índice del material del que este hecho el test (normalmente 1'49). Su fórmula, para obtener un resultado en segundos de arco, se expresa así: 
```
         

  

    

      

        
A

        
V

        
E

        
=

        
206264.81

        
∗

        
d

        
∗

        
h

        

          
/

        

        
(

        
1.49

        
∗

        

          
x

          

            
2

          

        

        
)

      

    

    
{\displaystyle AVE=206264.81*d*h/(1.49*x^{2})}

  

```

Por tanto, se deduce que a más distancia entre pupilas, o más distancia entre los objetos, la AVE aumentará. Y también a más distancia, o mayor índice de refracción del test de AVE al paciente, la agudeza disminuirá.
- Datos: Q5660356